# Bulbophyllum rojasii
Bulbophyllum rojasii là một loài phong lan thuộc chi Bulbophyllum.